# San Isidro Labrador
San Isidro Labrador è un comune del dipartimento di Chalatenango, in El Salvador.
| Controllo di autorità | VIAF (EN) 26145424494686830020 · LCCN (EN) n2014035280 |